# Cassiopée (bateau)
Pour les articles homonymes, voir Cassiopée.
Le Cassiopée (indicatif visuel M642) était un chasseur de mines de la Marine française. Il appartient  à la classe Tripartite, classe de chasseur de mines. Sa ville marraine est Blois.
Ses missions étaient « la détection, la localisation, la classification, l'identification puis la destruction ou neutralisation des mines par fonds de 10 à 80 mètres, le guidage des convois sous menace de mines et la pénétration sous la mer, la recherche d'épaves ».

## Histoire
La Cassiopée est retirée du service le 1er juillet 2022.